# Veresmarti Mihály
Veresmarti Mihály (Veresmart, Ugocsa vármegye, 1572. március – Pozsony, 1645 eleje) református lelkész, római katolikus apátkanonok, író, a magyar korai barokk egyházi próza képviselője.

## Élete
Veresmarti Mihály 1572-ben született. Származására Baranya-vármegye alsó vidékéről valóvolt. Irataiban többször nevezi Alsó-Baranyát hazájának. Ezekből értesülünk születése évéről is. Saját följegyzése, hogy 1610-ben 38 esztendős volt.* (* Veresmarti megtérése hist. 363. és Intő s tanító levele 286.

Veresmarti Baranya vármegyei református lelkészi családból származott, s csak viszonylag későn vált katolikussá.
Tolnára, majd Debrecenbe járt iskolába, és utána maga is református egyházi szolgálatba lépett. Nagykőrösi prédikátorként, 1599-ben hívei egy részével Ürménybe menekült az Alföldet dúló tatárok elől. Erős érzelmi színezetű vallásosságával magára vonta Forgách Ferenc nyitrai püspök figyelmét, aki 1604 nyarán el is fogatta, s a nyitrai börtönbe záratta.
Veresmarti több alkalommal is beszámol katolizálásáról. Elsőként egy rövid változat készül el (tizenkét kötetben 18 oldalnyi szöveg), ezt belefoglalja Lessius-fordítása első és második kiadásának ajánlásába (1611). Ebben a történetben az isteni kegyelem és megvilágosítás nem váratlanul érkezik, a majdani katolizáló kálvinista múltja több erre utaló jelet is tartalmaz. A kegyelem mellett azonban az igazság eltökélt keresésének bemutatása válik hangsúlyossá. A kálvinista közösséggel folytatott párbeszéd fokozatosan ellehetetlenül, ez pedig majd az attól való elszakadáshoz vezet. A nyilvánosság elé tárt konverzióelbeszélés a saját példája általi további térítés reményét kifejezve zárul.
Ez a katolizálás történetét, indokait csak röviden bemutató írás azonban nem bizonyult elég meggyőzőnek, nem volt képes biztosítani az elbeszélő személyének védelmét a támadások ellen. Legalábbis ezzel indokolja Veresmarti az 1643-ban aláírt ajánlásban a História elkészítésének szükségességét. A debrecenieknek írt ajánlólevél ugyanis éppen azokat a sérelmeket nevezi meg munkája kiváltó okaiként, amelyekkel, mint a felekezetváltástól visszatartó félelmekkel találkoztunk a Bizonyos okok fentebb ismertetett bevezető levelében. Ezek tehát az állhatatlanság, a pribékség, sőt ebben az esetben eretnekség vádja. A Magyarországon a 17. század elején megjelent vagy kéziratban maradt, bizonyos esetben nem is nyomtatásra szánt konverzióelbeszélésektől eltérően, Veresmarti Mihály Megtérése históriája nem szorítkozik a felekezetváltás okainak rövid bemutatására. A kálvinista prédikátorból lett katolikus pap (áttérését követően mindössze öt évvel, 1615-ben nevezik ki pozsonyi kanonokká, majd 1627-től bátai apát is) hosszasan részletezve írja le katolizálásának okait és folyamatát.
Veresmarti Megtérése históriáját hitvita és memoár határeseteként tartja számon a szakirodalom (Bitskey 1987, 61–89), de ajánlásokban vagy akár prédikációban is találkozunk hasonló elbeszéléssel.
Miután Bocskai István csapatai kiszabadították, Komjátiba került prédikátornak. Vallási kételyei azonban egyre fokozódtak, míg végül református lelkésztársaival való több éves vitázás után, 1610-ben áttért a katolikus vallásra, ami előtt és után is főleg Pázmány Péter pártfogolta. Előbb vágsellyei plébános lett (itt találkozott 1615-ben Szenczi Molnár Alberttel), majd pozsonyi kanonokká, később bátai apáttá nevezték ki.
Mint katolikus pap buzgó térítő munkát folytatott, s tollát is e cél szolgálatába állította.

## Művei
- Tanácskozás, melyet kelljen a különböző vallások közül választani (Pozsony, 1611) – Leonhardus Lessius belga jezsuita könyvéből fordította.
- Intő s tanító levél melyben a régi keresztyén hitben a bátaiakat erősíti apáturok egyaránt a protestánsokat igyekeznek visszaterelni a katolikus egyházba (Pozsony, 1639) – jelentősebb alkotása (Pozsony 1639), az egyszerű bátai polgárokat igyekszik meggyőzni a katolicizmus igazáról.
- Megtérése históriája (Turócszentmárton, 1632-34?) – Irodalomtörténeti jelentőségét e munkájának köszönheti. Talán már 1610-ben kezdte írni, de végső formája 1632–34 körül keletkezett. Az ellenreformáció ügyét szolgálja. A barokk széppróza egyik első alkotása.
- Veresmarti Mihály munkái, 1-2.; kiad. Ipolyi Arnold; Szent István-társulat, Bp., 1875–1878 (Régi magyar egyházi írók)
  - 1. Veresmarti Mihály megtérése historiája. Bevezetésül Veresmarti Mihály XVII. századi magyar író élete és munkái. Korrajz a hitujitás idejéből;1875
  - 2. 1878
- Vörösmarti Mihály kálvinista predikátor megtérése históriája; sajtó alá rend. Jankovics József, Nyerges Judit, tan. Jankovics József, latin szövegford., jegyz. Geréby György; Argumentum, Bp., 1992